# テクラ・バダジェフスカ

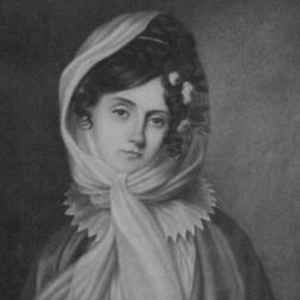
テクラ・バダジェフスカ

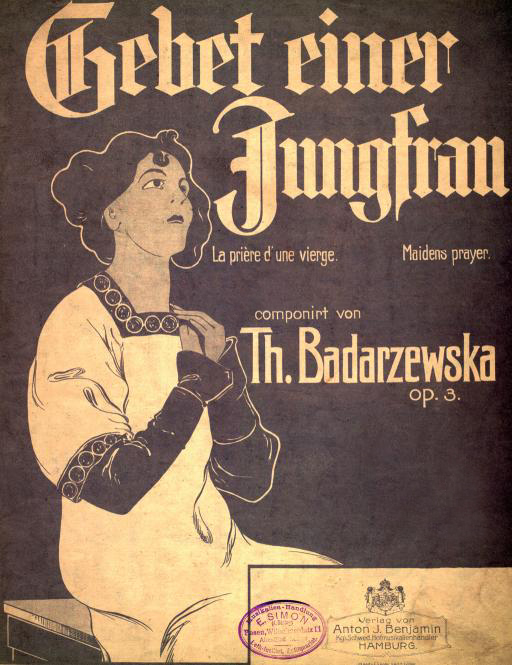
『乙女の祈り』カバーに描かれたテクラ・バダジェフスカ

テクラ・ボンダジェフスカ＝バラノフスカ（波: Tekla Bądarzewska-Baranowska、1823年9月17日 - 1861年9月29日）は、ポーランド出身の作曲家・ピアニスト。二重姓の後半は夫の姓（の女性形）でしばしば省略されることがあり、日本ではオゴネクを省いたラテン文字表記からの転写等で一般にテクラ・バダジェフスカ、あるいはテクラ・バダルジェフスカと表記される（ポーランド語では rz という綴りで一音の有声そり舌摩擦音を表す）。

## 人物・来歴

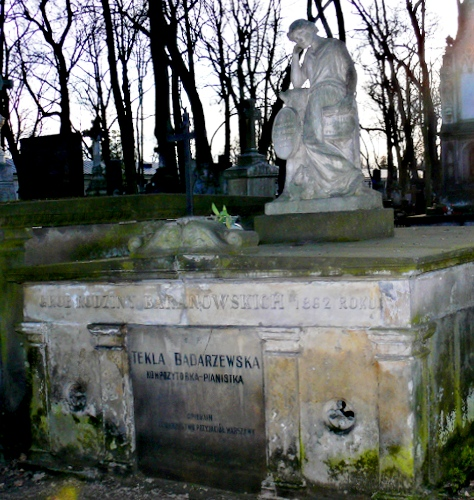
ボンダジェフスカの墓（ワルシャワ、ボヴォンズキ墓地）

ボンダジェフスカ（バダジェフスカ）はワルシャワから北北西に100km離れた町ムワヴァ（Mława）の生まれで、生年を1834年とする説と1838年とする説がある（他に1829年誕生説も）。この他、1823年9月21日にワルシャワのプラガ地区の教会で幼児洗礼を受けたという記録がある。

彼女は本格的な音楽教育は受けていなかったが、サロンでのピアノ演奏家として活躍し自ら作曲も行っていた。1851年にワルシャワで出版された『乙女の祈り』（波: Modlitwa dziewicy, 仏: La prière d'une vierge）がパリの音楽雑誌「La Revue et Gazette Musicale」に転載され、その名が広く知られるところとなった。この曲を作曲したのち、J・バラノフスキと結婚し5人の子供をもうけたとされる。この曲を含め小品を35曲ほど作曲したが、1861年に病弱のためにワルシャワにて38歳ほどで死亡。彼女に関する作品や資料については第二次世界大戦等により大半が消失したため、現在では『乙女の祈り』以外はほとんど知られておらず、特に本国ポーランドでは認知度が低い。これは「祈り」という言葉が、共産圏の影響下にあったポーランドで不適切とみなされたためとの見方のほか、音楽に高い芸術性を求められた時代、音楽教育を受けていないこの『少女』に対して、「浅薄な素人くささを超えられなかった」と、19世紀の音楽事典が酷評したことからも、当時の「偏見」の存在を理由とする見方もある。

## 『乙女の祈り』
『乙女の祈り』は、明治時代にピアノ教本と共に楽譜が日本に持ちこまれて以来、ピアノ経験者によく知られるのみならずオルゴール曲の定番として広く愛されている。
東海道新幹線（JR東海）では、新横浜駅、東京駅などの安全柵開閉メロディに『乙女の祈り』を採用している。青森県では音響装置付信号機のメロディに使われている。
川崎市では、昭和60年までごみ収集車が『乙女の祈り』を流していた。
台湾でも、ゴミ収集車が『乙女の祈り』をゴミの回収時に流す地域が多いため、耳馴染みの者は多い。

## 再評価
近年、日本に留学したポーランド人などによりバダジェフスカの存在が「再発見」され、母国ポーランドにおいて彼女の業績を広く知ってもらうための彼らの活動が実を結び、ポーランドでも少しずつ再評価がなされてきている。
2007年にキングレコードからユリヤ・チャプリーナのピアノ演奏によるバダジェフスカの作品集がリリースされた。収録曲のほとんどが初録音である。
また、1910年代から1920年代初頭のグラモフォン・レコードに、ピアニスト表記のないアコースティック録音が残されていることが確認された。このSPレコードは「乙女の祈り」「かなえられた乙女の祈り」の腹併せであり、おそらく最古のレコード録音であると思われる。
この他、原曲通りの演奏ではない（乙女の祈りの主題に基づく即興演奏）ものの、1906年にはヴラディーミル・ド・パハマンによるピアノロールが残されている。

## 作品
出典も参照(
)。( )内の年は出版年。
- アグネス - Agnes
- アレクサンドラ - Aleksandra
- エオリアン・ハープ - Harfa eolska
- かなえられた乙女の祈り (乙女の祈りへの返歌) (1863年頃)- La Priere Exauee (Response A La Priere D`une Vierge)
- ナイチンゲールの歌 - Śpiew słowika
- マグダレーナ - Magdalena
- マズルカ (1875) - Mazurek
- マズルカ「甘き夢」 - Mazurek słodkie marzenie
- ワルツ - Walc
- ワルツ「接吻」 - Pocałunek Walca
- 愛 - Miłość
- 乙女の感謝 - Reconnaissance De La Jeune Vierge
- 乙女の祈り 作品4 (1856) - Modlitwa Dziewicy (La prière d'une vierge)
- 乙女の誓い - Przysięga dziewicy
- 乙女の恥じらい - Rumieniec dziewicy
- 幻影 - Wizja
- 信仰 - Wiara
- 田舎小屋の思い出 (1859) - Wspomnienie rodzinnej chatki (Souvenir à ma chaumière)
- 森のこだま - L`echo Des Bois
- 第2の乙女の祈り(1856) - La Seconde Priere D`une Vierge
- 天使の夢 - Le Reve D`un Ange
- 黄金のエルサレム - Złota Jerozolima
- 母の祈り - La Priere De La Mere
- 友愛 - Sympathie. Melodie Italienne
- これら美しき鐘 - Dzwony
- 森の中で - I Skoven
- 3つのサロン用小品 - 3 Morceaux de salon 
  - 信頼 - La foi
  - 希望 (1863) - Nadzieja / L'Espérance 
  - 慈善 - La Charité
- お気に入りの小品 - Beliebte Stück
- バイヨンヌ（華麗なマズルカ）- Bayonne (Mazourka brillant)
- ベニハシガラスとカラス - Chough and Crow (vide Bishop)
- 乙女の晩祷 - Maiden's Evensong
- 葡萄を収穫する人々の歌 - Chants des vendangeurs
- 兵士の祈り - Soldier's Prayer
- 幽霊のメロディ - La mélodie du fantôme
- リリアン・マズルカ - Lilian Mazurka
- 感謝祭 - Acción de gracias
- 孤児の祈り - The Orphan's prayer
- 水夫の祈り - Sailor's Prayer
- 朝の調べ - Harmonies du matin
- 甘い夢 (1863) - Douce Rêverie
- マグダレナ　神聖なメロディ - Magdalena. Mélodie sacrée
- 乙女の夢 - The Maiden's Dream
- 同情 変ホ長調 (1886) - Sympathie Es-Dur